# Tom Kapinos
Tom Kapinos (* 12. Juli 1969 in Levittown, New York) ist ein US-amerikanischer Fernsehproduzent und Drehbuchautor. Er ist der Schöpfer der Fernsehserien Californication und Lucifer.

## Karriere
Kapinos begann seine Fernsehkarriere im Jahr 1999 als Drehbuchautor und ausführender Produzent für die Dramaserie Dawson’s Creek. Anschließend schuf er seine erste eigene Serie Californication, für die er in den Jahren 2007 bis 2014 als ausführender Produzent und Hauptdrehbuchautor verantwortlich zeichnete. Nach dessen Ende adaptierte er 2015 die von Neil Gaiman erdachte und in einer Comic-Serie (von Mike Carey) erschienene Figur des Lucifer für die gleichnamigen Fernsehserie mit Tom Ellis in der Hauptrolle.

## Filmografie

### Drehbuch
- 1999–2003: Dawson’s Creek (20 Folgen)
- 2007–2014: Californication (66 Folgen)
- 2016: Roadies (1 Folge)
- 2016: Lucifer (1 Folge)
- 2017: White Famous (10 Folgen)

### Executive Producer
- 2001–2003: Dawson’s Creek (47 Folgen)
- 2007–2014: Californication (84 Folgen)
- 2016–2021: Lucifer (93 Folgen)
- 2017: White Famous (10 Folgen)